# Tami Hoag
Tami Hoag (* 20. Januar 1959 in Cresco, Iowa)  ist eine US-amerikanische Schriftstellerin.
Tami Hoag, geboren als Tami Mikkelson, wuchs in einem kleinen Ort im Südosten Minnesotas auf. Mit 18 Jahren heiratete sie und unterstützte die Ausbildung ihres Mannes, Daniel Hoag, durch diverse berufliche Tätigkeiten. Sie arbeitete unter anderem als Stenotypistin, Fotoassistentin, Verkäuferin und Pferdetrainerin, bevor sie zu schreiben begann. 1988 wurde ihr erstes Buch, The Trouble With J.J (dt. Lust auf dich), veröffentlicht, dem bald weitere folgten.
Ihre ersten Publikationen waren Liebesromane, später wandte sie sich dem Kriminalroman zu, wobei zahlreiche Romane als Mischung aus beiden Genres anzusehen sind. Von Anfang an erfolgreich, erschienen viele ihrer Bücher bald auch auf der Bestsellerliste der New York Times. Ihr Roman Prior bad acts (dt. In aller Unschuld) eroberte schon kurz nach Erscheinen den ersten Rang auf der Bestsellerliste der Taschenbuch-Romane bei der einflussreichen New Yorker Tageszeitung.
Einen Ausgleich zum Schreiben bildet Tami Hoags Liebe zum Pferdesport; sie erreichte im Dressurreiten sogar einen nationalen Grand-Prix-Level. Lange Zeit lebte sie mit ihrem Mann auf einer Pferderanch in Virginia, bevor sie nach Los Angeles, Kalifornien umzog. Einige ihrer Pferde spielen eine Rolle in ihrem Roman Schattenpferd.

## Werke

### Kriminalromane

#### Deer Lake-Serie
- 1995 Night Sins (dt. Sünden der Nacht. Goldmann, München 1998, ISBN 3-442-43466-1)
- 1996 Guilty as Sin (dt. Engel der Schuld. Blanvalet, München 1999, ISBN 3-442-35080-8)

#### Sam Kovac-Serie
- 1999 Ashes to Ashes (dt. Feuermale. Blanvalet, München 1999, ISBN 3-7645-0063-8)
- 2000 Dust to Dust
- 2006 Prior Bad Acts (dt. In aller Unschuld. Blanvalet, München 2007, ISBN 978-3-442-36429-9)

#### Elena Estes-Serie
- 2002 Dark Horse (dt. Schattenpferd. Ullstein, München 2003, ISBN 3-550-08416-1)
- 2007 The Alibi Man  (dt.  Kaltherzig. Blanvalet, München 2008, ISBN 978-3-442-37032-0)

#### Tony Mendez-Serie
- 2009 Deeper Than the Dead[2] (dt. Schwärzer als der Tod. Blanvalet, München 2011, ISBN 978-3-442-37190-7)
- 2010 Secrets to the Grave
- 2011 Down the Darkest Road

#### Einzelwerke
- 1992 Still Waters (dt. Die Hitze einer Sommernacht. Goldmann, München 1994, ISBN 3-442-42289-2)
- 1993 Cry Wolf (dt. Die Schwingen des Nachtfalters. Goldmann, München 1996, ISBN 3-442-42625-1)
- 1994 Dark Paradise (dt. Dunkles Paradies. Goldmann, München 1996,  ISBN 3-442-43191-3)
- 1997 A Thin Dark Line (dt. Dunkle Pfade. Blanvalet, München 1999, ISBN 3-442-35097-2)
- 2004 Kill the Messenger (dt. Tödlich ist die Nacht. Blanvalet, München 2005, ISBN 3-442-36319-5)
- 2006 Dead Sky

### Romantische Romane

#### Hennessy-Serie
- 1988 The Trouble With J.J. (dt. Lust auf dich. Bastei-Verlag Lübbe, Bergisch Gladbach 1991, ISBN 3-404-58085-0)
- 1990 Magic (dt. Rätselhafte Umarmung. Goldmann, München 1995, ISBN 3-442-42290-6)[3]

#### Katie Quaid Horses-Serie
- 1989 Rumor has It
- 1989 Man of Her Dreams (dt. Verführ mich doch mit Zärtlichkeit. Bastei-Verlag Lübbe, Bergisch Gladbach 1990, ISBN 3-404-58075-3)
- 1990 Tempestuous

#### The Rainbow Chasers-Serie
- 1990 Heart of Gold
- 1990 Reilly's Return
- 1990 Keeping Company

#### Loveswept-Serie
- 1988 McKnight in Shining Armor
- 1989 Mismatch
- 1989 Straight from the Heart (dt. Ich hab dich nie vergessen. Blanvalet, München 2008, ISBN 978-3-442-37119-8)
- 1990 Tempestuous[4] (dt. Freiheit der Herzen. Cora, Hamburg 2009, ISBN 978-3-89941-558-2)
- 1991 Heart of Dixie (dt. Weil nichts uns trennen kann. Blanvalet, München 2010, ISBN 978-3-442-37352-9)
- 1992 Sarah's Sin
- 1992 Lucky's Lady (dt. Mangrovenfieber. Goldmann, München 1993, ISBN 3-442-42214-0)
- 1992 Taken by Storm (dt. Nur noch einmal dich berühren. Bastei-Verlag Lübbe, Bergisch Gladbach 1993, ISBN 3-404-58112-1)[5]

### Sammelbände
- 1992 The Last White Knight (dt. Ein Ritter für Lynn & Der Kuss des Schurken. Wendebuch, gemeinsam mit Charlotte Hughes. Reihenwerke, Stuttgart 1995)[6]
- 2001 Three Great Novels[7]
- 2001 Tami Hoag Omnibus[8]
- 2003 The Thrillers[9]

## Verfilmungen
- 1997 Night Sins (dt. Night Sins – Der Mörder ist unter uns). TV-Verfilmung. Regie: Robert Allan Ackerman. Hauptdarsteller: Valerie Bertinelli, Harry Hamlin, Karen Sillas, Martin Donovan und David Marshall Grant.